# 晶片尺寸封裝
晶片尺寸構裝（Chip Scale Package, CSP）是一種半導體構裝技術。
最早CSP只是晶片尺寸封裝的縮寫。根據IPC的標準J-STD-012, "Implementation of Flip Chip and Chip Scale Technology"，以符合晶片規模，封装必須有一個面積不超過1.2倍，更大的模具和它必須一個單晶片，直接表面貼裝封裝。
由於可攜式電子產品的外形尺寸日趨縮小，富士通和日立電線跟Murakami首次提出了這一概念。然而，第一個概念演示來自三菱電機。
晶片尺寸構裝是在TSOP、球柵陣列（BGA）的基础上，可蝕刻或直接印在矽片，導致在一個包，非常接近矽片的大小：這種包裝被稱為晶圓級芯片規模封裝（WL-CSP）或晶圓級封裝（WLP）。
防潮可靠性優異的CSP型半導體器件依賴於用於製造半導體器件的半導體器件的聚酰亞胺帶薄膜載體。
CSP半導體器件的方法，該方法包括：
- 準備輔助佈線板，具有至少一個電極的半導體芯片以及熱焊接。
- 聚酰亞胺薄膜; 輔助佈線板用於在其上安裝半導體芯片，並且具有在其內部佈置至少一個引出導體的結構，該引出導體的一端形成從輔助佈線板的側面突出的內部電極。
- 用於安裝半導體芯片，並且引出導體的另一端形成外部佈線電極，該外部佈線電極從輔助佈線板的與安裝半導體芯片的一側相反的一側的表面突出。
- 通過熱焊接將半導體芯片以其電極側為下側的狀態安裝在輔助佈線板上。
- 聚酰亞胺薄膜 熔化熱焊聚酰亞胺 通過在該狀態下加熱的同時將輔助配線板和半導體芯片彼此壓接觸並固化樹脂以形成熱熔接膜，從而形成薄膜。
- 聚酰亞胺樹脂層，從而封裝輔助佈線板和半導體芯片之間的間隙，並且在封裝時或在封裝之後，將輔助佈線板的內部電極連接到半導體芯片的電極。

聚酰亞胺薄膜的主要製造商包括杜邦 （页面存档备份，存于），Tory Industries （页面存档备份，存于），Toyotape （页面存档备份，存于），SKC Kolon PI （页面存档备份，存于）

## 各種形式的封裝技術
晶片尺寸構裝可分為:

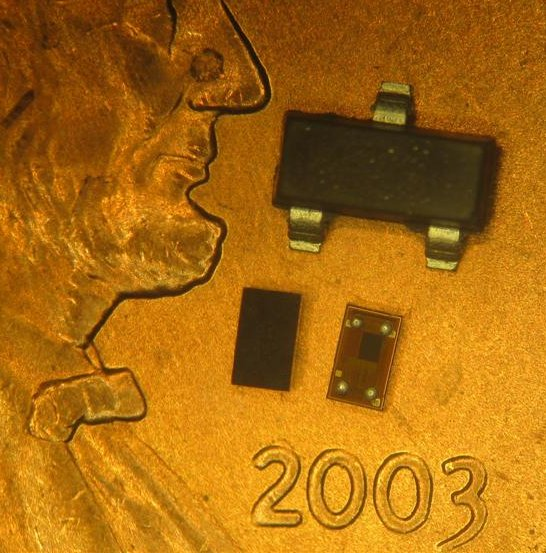
WL-CSP封裝設備，與美國一分錢幣的對照。採用SOT - 23器件進行比較

1. Customized leadframe-based CSP
2. Flexible substrate-based CSP
3. Flip-chip CSP (FCCSP)
4. Rigid substrate-based CSP
5. 晶圓級晶片尺寸封裝（Wafer-Level redistribution CSP, WL-CSP）